# Julius Heinrich Karl Schumann
Julius Heinrich Karl Schumann  ( * 1810 -1868 ) fue un botánico y algólogo alemán.
Su importante colección de especímenes botánicos se conserva en la "Colección Frederick Habirshaw", Harvard.

## Algunas publicaciones
- 1869. Geologische Wanderungen durch Altpreussen. Gesammelte Aufsätze von J. Schumann. Nach des Verfassers Tode herausgegeben und mit einer Lebensskizze eingeleitet von seinen Freunden (Migraciones Geológicas de Prusia. Artículos recolectados por J. Schumann, y publicados post mortem, con una biografía introducida por sus allegados)

- La abreviatura «Schum.» se emplea para indicar a Julius Heinrich Karl Schumann como autoridad en la descripción y clasificación científica de los vegetales.[1]

Cerca de 500 registros IPNI se poseen de sus identificaciones y clasificaciones de nuevas especies.